# 24 cm Kanone 3
Il 24 cm Kanone 3, abbreviato in 24 K 3, era un cannone pesante d'assedio tedesco, utilizzato dalla Wehrmacht durante la seconda guerra mondiale.

## Storia
Furono prodotti oltre 14 cannoni. Il K 3 equipaggiò il Heeres-Artillerie-Abteilung I. dell'Artillerie-Regiment 84. Quattro cannoni erano in servizio al momento dell'invasione della Polonia, assegnati alle prime due batterie dell'Abteilung I. nella battaglia di Francia, il battaglione schierava ancora 4 pezzi. All'inizio dell'Operazione Barbarossa tutte e tre le batterie dell'Abteilung I erano equipaggiate con due cannoni ciascuna; questa situazione rimase invariata nei due anni successivi.
La Wehrmacht non fu soddisfatta delle prestazioni del cannone, che risultavano non commisurate al peso, all'ingombro e alla manodopera richiesta. Krupp e Rheinmetall tentarono così di estenderne la gittata, sperimentando un proiettile pre-rigato, una canna conica, proiettili ad abbandono di sabot ed una canna liscia. Nessuno di questi espedienti superò lo stadio sperimentale.

## Tecnica
Se il progetto della bocca da fuoco del K 3 era di design tradizionale, con otturatore a cuneo orizzontale, quello dell'affusto era molto innovativo. Rheinmetall enfatizzò molto la semplicità di messa in batteria. Questa non richiedeva l'uso delle solite gru perché impiegava verricelli elettrici, montati sull'affusto, per posizionare le varie componenti tramite un sistema di rampe inclinate e guide.
Veniva impiegato inoltre il sistema a doppio rinculo Rheinmetall, sperimentato per la prima volta sul 21 cm Mörser 18. La canna rinculava normalmente sulla sua culla, munita di un grosso freno di sparo superiore; l'affustino, sul quale era incavalcata la culla, rinculava a sua volta sulle lisce laterali del sottoaffusto. Questo sistema dissipava le notevoli forze di rinculo in gioco e forniva una piattaforma di tiro molto stabile.
Ogni pezzo era manovrato da 25 uomini. Il traino era effettuato in addirittura sei vetture. I carichi erano costituiti dalla piattaforma di tiro, dall'affusto, dalla culla, dalla canna, dalla culatta e da un generatore elettrico.